# Канцеларија за европске интеграције
Канцеларија за европске интеграције је служба Владе Републике Србије која обавља стручне, административне и оперативне послове и послове за потребе Владе повезане са координисањем рада министарстава, посебних организација и служби Владе, који се односе на координацију, праћење и извештавање у вези са процесом придруживања и приступања Европској унији. Седиште Канцеларије налази се у Немањиној улици бр. 34 у Београду. На челу Канцеларије налази се директор а ту функцију тренутно као вршилац дужности обавља Ксенија Миленковић.

## Оснивање и надлежност
Канцеларија за европске интеграције основана је 14. мартa 2004. године под називом „Канцеларија за придруживање ЕУ“, као служба Владе Србије. Садашњи назив носи од 28. децембра 2007. године. Делокруг рада утврђен је чланом 2. Уредбе о оснивању Канцеларије за европске интеграције према којој Канцеларија врши послове везане за координацију припреме и преговора са Европском унијом и рада тела основаних за потребе преговора, координацију спровођења Споразума о стабилизацији и придруживању и рада заједничких тела основаних тим Споразумом, координацију припреме стратешких докумената у вези са процесом приступања Европској унији, помоћ министарствима и посебним организацијама у усклађивању прописа са прописима Европске уније, сарадњу, посредством Министарства спољних послова, са Мисијом Републике Србије при Европској унији у процесу придруживања и приступања Европској унији.
Канцеларија остварује сарадњу са Министарством спољних послова и другим надлежним органима државне управе у разматрању питања која се односе на дефинисање потреба и попуњавање стручног дела дипломатског кадра Мисије Републике Србије при Европској унији у свим фазама европских интеграција.
Канцеларија за европске интеграције пружа стручну и административно техничку подршку раду Преговарачког тима пружа и обезбеђује материјалне и друге услове за његов рад.
Канцеларија обавља и друге послове из области придруживања и приступања Европској унији које јој Влада повери.

## Организациона структура
Радом Канцеларије руководи директор. Директор Канцеларије је за свој рад одговоран Влади и председнику Владе, представља Канцеларију  и обезбеђује законито и ефикасно обављање послова, одлучује о правима, дужностима и одговорностима запослених, обавља и друге послове утврђене законом.Директор Канцеларије има 2 заменика. Заменик директора Канцеларије помаже директору Канцеларије у оквиру овлашћења која му он одреди и замењује га када је одсутан, или спречен. За свој рад заменик директора одговара директору Канцеларије. Како Канцеларија има два заменика један од њих је поред основних надлежности задужен и за фондове, донације и друге облике развојне помоћи ЕУ. Помоћници директора  руководе секторима и тренутно ту функцију обавља 5 лица.

## Унутрашње јединице
- Сектор за координацију процеса приступања и праћење Споразума о стабилизацији и придруживању
- Сектор за координацију процеса приступања и праћења Споразума о стабилизацији и придруживању - економски критеријуми
- Сектор за планирање, програмирање, праћење и извештавање о средствима ЕУ и развојној помоћи
- Сектор за програме прекограничне и транснационалне сарадње
- Сектор за координацију превођења
- Сектор за комуникације и обуку
- Сектор за правно-финансијске послове
- Одсек за подршку руководиоцу Оперативне структуре и Националног тела ИПА II
- Одсек за спровођење и праћење спровођења пројеката који се финансирају из фондова ЕУ
- Самостални извршиоци